# Club Social y Deportivo Ferrocarril Patagónico
El Club Social y Deportivo Ferrocarril Patagónico es una institución deportiva de la ciudad de Puerto Madryn, al noreste de la Provincia del Chubut. En la misma se practican diversos deportes en el ámbito local como lo son el básquet o la pelota paleta.
En 2017 participó por primera vez en un certamen nacional al confirmarse su incorporación al Torneo Federal de Básquetbol.

## Historia
En 1953, poco tiempo antes de la desaparición del Ferrocarril Central del Chubut, que estaba administrado por Ferrocarril Patagónico, con su gerencia en Puerto Madryn. Se reunieron trabajadores, con el impulso del gerente del ferrocarril, para formar un club social en los galpones ferroviarios bajo el gran objetivo de dar contención a la familia de los ferroviarios. Bajo la denominación de Club Ferrocarril Patagónico Social, Deportivo y Cultural nace a mediados de los '50.
Nació como un club de fútbol, tal es así que logró el lauro en la Liga del Valle en 1969. Sin embargo, para comienzos de los '80, este deporte dejó de practicarse. Resultó inviable la práctica, la falta de recursos económicos les impidió mantener un plantel y una plaza en la liga. También hay que destacar que por aquel entonces solamente se contaban con dos disciplinas en el club, además del fútbol, estaba el futsal.
Luego de la desaparición del fútbol, el club comenzó con los trabajos de techado en su sede social y se agregó la disciplina de Pelota Paleta, práctica que hizo crecer al club hasta hoy día.
En 2012 se instaura como oficial la práctica del baloncesto. Debutó en el Torneo Apertura de la Asociación de Básquet del Este del Chubut contra Deportivo Madryn como local.
El 2 de julio se adjudicaría el campeonato con un equipo de renombre para la zona, dirigidos por Andrés «tati» Del Sol, el equipo disputó contra Deportivo Madryn la final, serie en la cual se impondría por 2 a 0, ganando como local el primero 85-74 y venciendo luego como visitante por 89-65.
En el 2014, tras dos temporadas consecutivas llegando a las finales, Ferro volvería a ser campeón. Fue ante Deportivo Madryn, equipo que lo había derrotado en las últimas dos ocasiones, en tres juegos, siendo el definitivo 83 a 67 como local. Ese mismo año, en el segundo torneo, y ante el mismo rival del apertura, Ferro se consagraría "bicampeón" por primera vez en su historia. Primero había vencido 64 a 56 como local, y en el segundo, como visitante de Deportivo Madryn, ganó 71 a 63 para así obtener un nuevo título.
En el 2015, tras perder la final del Apertura, se consagró campeón del Oficial al derrotar a Germinal en dos partidos de la final, primero 103 a 84 y, en cancha del equipo de Rawson 97 a 66 y así obtuvo su cuarto título. Además, este torneo lo logró de forma invicta, habiendo ganado los doce partidos de la fase regular, y los cuatro partidos jugados en play-offs.

### Primera participación nacional
En 2017 realiza su primera participación en el básquet nacional al formar parte de la temporada 2017-2018 del Torneo Federal de Básquetbol. El equipo fue dirigido por Andrés Del Sol, quien ya llevaba varios años en la institución.
Román “Chuso” González (medalla de bronce en los Juegos Olímpicos de 2008), los bases Matías Ciuffo y Alejo Britos, el alero Facundo Alberici, el escolta Mariano González y el tirador Lucas Marani y Nicolás Crausaz fueron parte del plantel que además había disputado el anterior torneo local. Además se sumaron Gian Franco Sinconi (interno) e Iñaki Errazu (escolta). Más tarde se sumaron Guillermo Segatti y Bruno Oprandi.

Siempre la parte económica es fundamental en estos casos. Este año lo encaramos de otra manera, buscamos sponsor más chicos y encontramos más apoyo. Obvio que hubo 4 o 5 firmas fuertes para solventar los gastos más grandes. Además, el intendente Ricardo Sastre nos apoyó mucho y nos dio un impulso grande para confirmar la participación y desde Provincia nos brindan la parte de transporte que para nosotros también es clave. Con esas dos patas, que son la Municipalidad y Chubut Deportes, fue fundamental poder encarar este proyecto.
Ferro quiere hacer historia en la Liga y con el Federal empezamos a construir nuestro camino. Este año es nuestro despegue, hace apenas cinco años que el club tiene básquet y en poco tiempo ganamos cinco títulos locales y ahora logramos meternos en el Federal. Vamos tranquilos, pero con ganas de hacer cosas importantes.
Gustavo Hernández, presidente del club en aquel entonces.

La «Maquinita» integró la División Patagonia junto con Independiente de Neuquén, Pérfora de Plaza Huincul, All Boys de Santa Rosa, Villa Congreso de Viedma, Sol de Mayo de Viedma, Jorge Newbery de Carmen de Patagones, Cipolletti, Club Atlético Cinco Saltos y Villa Mitre de Bahía Blanca. Tras disputar 24 encuentros y haber ganado en 17, terminó segundo detrás del equipo bahiense, accediendo así a los play-offs. Además, durante esa fase regular, el Gimnasio Mariano Riquelme fue modificado para ampliar la capacidad del mismo. El primer cruce de play-offs fue ante Argentino de Pergamino, equipo que ganó la reclasificación y de la cual la maquinita se salvó de disputar al terminar segundo de su zona. El primer partido fue en el Estadio Mariano Riquelme y allí ganó el local 91 a 85 y en el segundo partido se puso match-point al ganar 106 a 83. La serie continuó en Pergamino donde el local ganó los dos partidos (92 a 67 y 85 a 80) y empató la serie, que se tuvo que definir en Puerto Madryn. En su estadio Ferro perdió en tiempo suplementario, tras haber empatado 74 a 74, 89 a 84 y quedó eliminado del torneo.

## Instalaciones

### Estadio Mariano Riquelme
El Estadio Mariano Riquelme es el estadio cubierto principal del club, y en donde disputa sus partidos de básquet.

### Complejo Patio Grande
El Complejo Patio Grande es la más reciente adquisición inmobiliaria del club. Es un predio de casi tres mil metros cuadrados construidos que además cuenta con pileta de natación y dos canchas de paddel.

## Autoridades

### Historial de presidentes
- 1953: Eduardo Elbor García y Esteban Figueredo
- 1965: Antonio Restuccia
- 1969: Antonio «Lalo» Martín y José Montini
- 1977: Páblo Hrubik
- 1981: Mariano Riquelme
- 1983: Luciano Gonzales
- 1995: Jorge René Gonzales
- 2007: Gustavo Hernández
- 2022: Ricardo Miguel Sales (actualidad)

## Palmarés
En liga local:
Campeón (5): Apertura 2012, Apertura 2014, Clausura 2014, Clausura 2015, y Apertura 2017.
Subcampeón (6): Apertura 2013, Clausura 2013, Apertura 2015, Apertura 2016, Clausura 2016, y Clausura 2017.